# The Wolf
The Wolf er en amerikansk stumfilm fra 1914 af Barry O'Neil.

## Medvirkende
- Bernard Siegel som Baptiste Le Grand
- Ruth Bryan som Annette
- George Soule Spencer som Jules Beaubien
- Ferdinand Tidmarsh som McDonald
- Gaston Bell